# 熊野川町九重

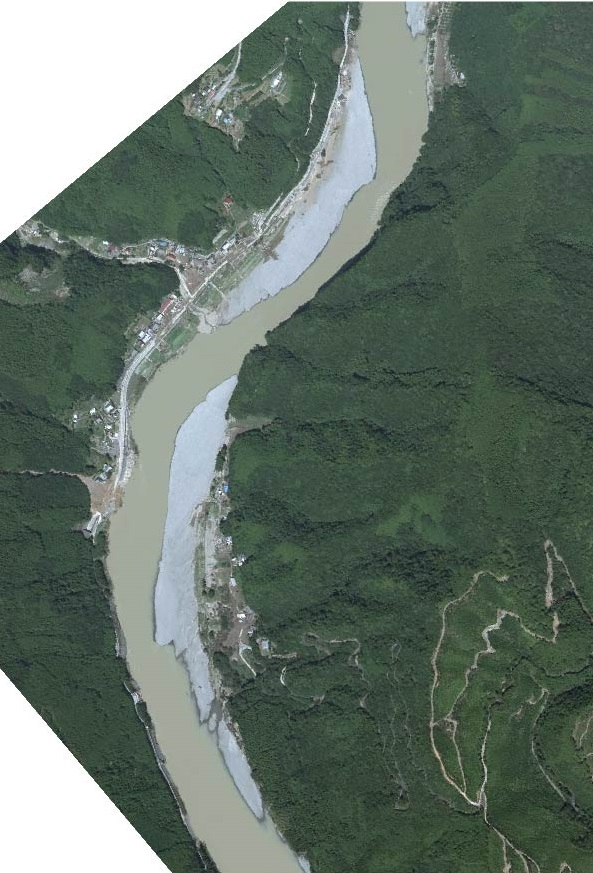
熊野川町九重（画像の左側）と紀和町花井（2011年）
出典：『国土交通省「国土画像情報（カラー空中写真）」（配布元：国土地理院地図・空中写真閲覧サービス）』

熊野川町九重（くまのがわちょうくじゅう）は、和歌山県新宮市の大字。国勢調査に基づく2020年（令和2年）10月1日現在の人口は28人、2015年（平成27年）10月1日現在の面積は7.226045652km2。郵便番号は647-1233である。
北山川を挟んで向かい合う紀和町花井（三重県熊野市）とは密接なつながりがあり、近世の初頭には同じ村として扱われていた。また奈良県十津川村の竹筒（たけとう）とも関係が深く、周辺地域における中心地としての役割を果たしていた。過疎化が進行している一方で、廃校になった小学校の校舎を利用したカフェが開設されるなど町おこしの動きも見られる。

## 地理
新宮市の北部にある熊野川町の北部に位置し、新宮市街から自動車で約30分のところにある。北から東にかけては奈良県十津川村、南東は三重県熊野市（旧紀和町）と接する県境の集落である。西側は標高500 - 600m級の山々が連なる。
地域内はほとんどが山林で占められ、中心集落は北山川沿いに伸びる国道169号の沿線にある。集落内の家屋は立派な石垣を持つ。中心集落のある山麓のほかに自動車で数分のところに位置する山腹にも小さな集落がある。
- 山 - 甲森[7]（にしきがもり、986.8m[22]）
- 川 - 北山川[7][22]
- 谷 - 大宿谷、九重谷[7][22]

北は奈良県吉野郡十津川村玉置川・竹筒、東は三重県熊野市紀和町花井、南は和歌山県新宮市熊野川町四瀧（したき）、西は和歌山県新宮市熊野川町篠尾と接する。
2020年（令和2年）の国勢調査による15歳以上の就業者数は8人で、第一次産業が2人、第三次産業が6人である。2020年（令和2年）の農林業センサスによると、九重に農林業経営体はないが、販売農家3戸と自給的農家が3戸ある。田が1 haある。2016年（平成28年）の経済センサスによると、九重の全事業所数は2事業所、従業者数は3人である。

### 小・中学校の学区
市立の小・中学校に通学する場合、熊野川町全域が熊野川小学校・熊野川中学校の学区であるため、熊野川町九重も同小中学校の学区に含まれる。
なおかつては、熊野川町九重には九重小学校・九重中学校があったが、九重中学校は1972年（昭和47年）に廃校し、九重小学校は1991年（平成3年）に休校、2005年（平成17年）に廃校した。休校前の九重小学校は、三重県南牟婁郡紀和町花井（現・三重県熊野市紀和町花井）や奈良県吉野郡十津川村竹筒からも委託を受けて児童を受け入れていた。

## 歴史
九重は平家の落人伝説があり、その傍証として伊勢平氏が崇拝した市杵嶋姫命を祀る厳島神社が峰地区にある。
江戸時代には紀伊国牟婁郡川内組に属し、九重村として紀州藩新宮領の配下にあった。また九重は三之村組・川内組・敷屋組の3組から成る花井荘に所属していた。江戸時代初頭には、隣接する花井（現・三重県熊野市紀和町花井）を枝郷としており、寛文6年（1666年）に花井が独立した村になるまで九重村の一部としていた。当時の九重村は近代以降の九重とは範囲が異なり、花井村の北にある村という位置付けで、北山川を挟んで右岸・左岸の両方に広がる集落を「九重村」と呼んでいた。このため『慶長検知高目録』では63石余、『天保郷帳』では177石余とされる九重村の村高には花井村の分を含んでいる。
江戸時代中期には茶の生産が行われ、年貢として納めた。また花井村と同様に花井紙を漉く家が数軒あった。九重村の中の小地名として百夜月（ももよづき）と大平があり、うち大平は1軒だけの集落だった。慶応4年（1868年）の『紀勢和州御領分御高村名帳』による村高は112石であった。

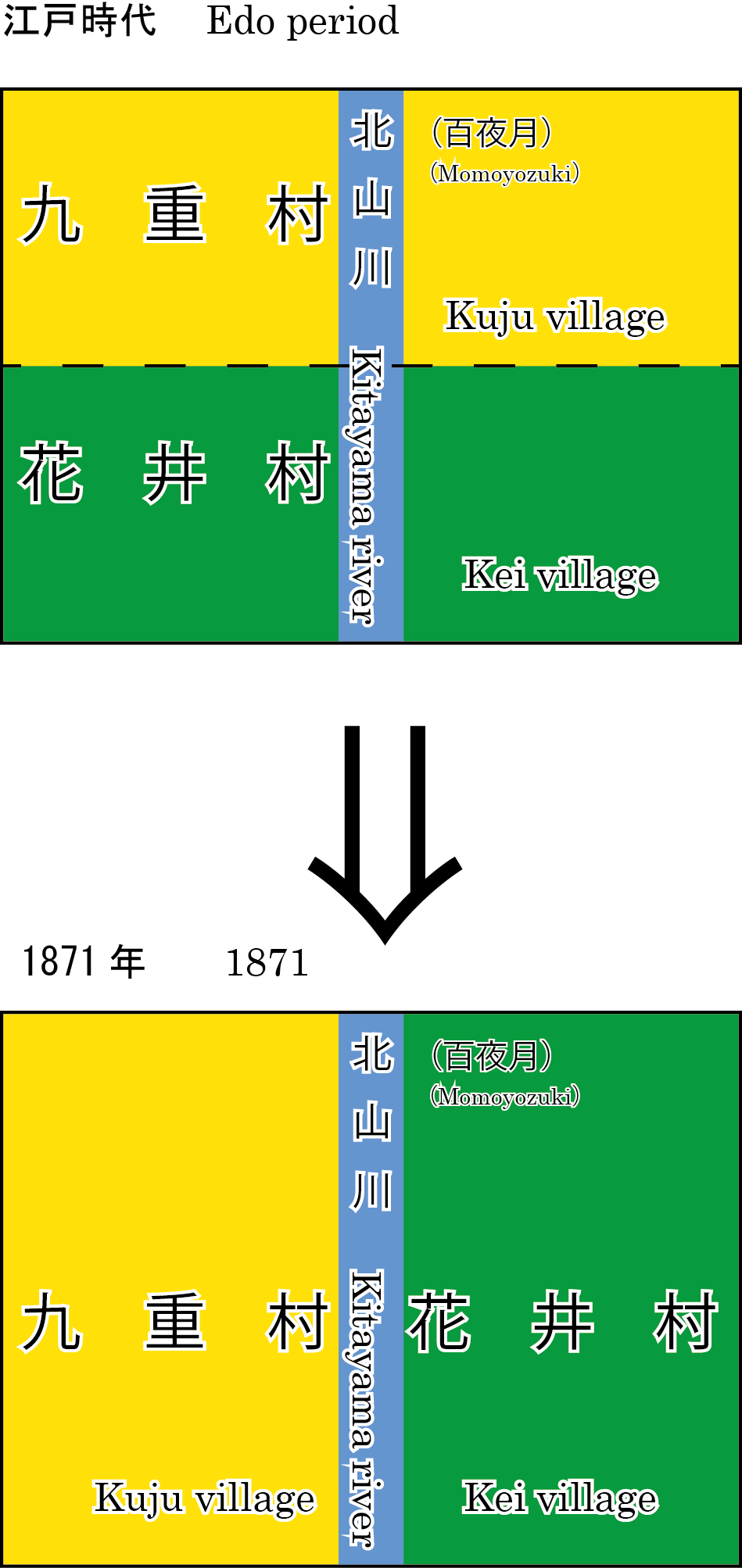
九重村（現：和歌山県新宮市熊野川町九重）と花井村（現：三重県熊野市紀和町花井）の村境変更の模式図

1871年（明治4年）、九重村は新宮県を経て和歌山県の管轄となったが、これは、廃藩置県の際に北山川を境に右岸（西岸）を和歌山県、左岸（東岸）を度会県（後に三重県）にすると決定されたためであり、右岸は九重村、左岸は花井村となった。このため、九重村だった百夜月が花井村に移った一方、花井村だった西の峯が九重村となった。また1879年（明治12年）に牟婁郡が東西に分かたれ、東牟婁郡九重村となり、1889年（明治22年）には周辺の相須村・宮井村・四瀧村と合併し、九重村の大字となった。村名にもなった九重には、町村組合を結成した玉置口村との組合役場が置かれた。
川を挟んで和歌山県と三重県に分かれた九重と花井であったが、1876年（明治9年）に開校した九重小学校へは双方の児童が通学し、1908年（明治41年）には九重と花井が共同出資して校舎を新築し、「九重花井尋常小学校」に改称した。九重には細いながらも新宮市街へつながる山道（後の国道169号）が通っていたため、陸路のない花井に比べて優位であり、診療所や筏師を泊める宿もあった。九重には花井から手漕ぎ舟で多くの人が訪れ、戦後には九重と花井を結ぶ渡船が就航した。この渡船は、1984年（昭和59年）に林道が開通するまで、花井へ行く唯一の交通手段として活躍した。
地域の中心として賑わった九重も、過疎の波が押し寄せ、1891年（明治24年）には414人いた人口が1980年（昭和55年）には106人に減少、その8年前の1972年（昭和47年）には九重中学校が統合により廃校となった。和歌山・三重・奈良の3県から児童が通った九重小学校も、1991年（平成3年）に休校し、2005年（平成17年）に正式に廃校した。九重小学校末期の1990年（平成2年）の在籍児童数は8人で、この頃には熊野川町内の小規模校3校と合同で体育・音楽・国語・算数の授業を行う「山びこ学習会」や、北山村立北山小学校と合同で授業を行う「集合学習」を実施していた。

### 紀伊半島豪雨災害とBookcafe kuju
2011年（平成23年）9月3日から翌4日にかけて台風12号が紀伊半島を襲い、九重では高台にある数軒を除いたほとんどの住宅が浸水し、避難所に指定されていた九重集会所にも浸水被害が及び、集落は孤立した（紀伊半島豪雨災害）。当時の九重には30世帯40人が暮らしていたが、子供（小学生）1人、30代3人、40代1人、50代1人で残りは60代以上の高齢者という状況であった。こうした中で高齢の消防団員3人が奮闘し、80代の住民の救助や炊き出しなどに奔走した。
この水害により、旧九重小学校の校舎も軒下まで浸水する被害を受け、一旦は取り壊すことが決定した。これに異を唱えたのが新宮市熊野川町へ移住した若者であり、取り壊しに付けられた予算800万円を改修費用に転じてカフェを開設するという提案を市当局に行った。この案は市に認められたものの、取り壊しを了承していた住民からは「廃校をわざわざ残したがる理由が分からない」、「よそ者に任せて大丈夫か」などとなかなか受け入れられなかった。しかし、市の担当者が「若い人たちの熱意に賭けてみよう」と住民に提案し、「この若者たちを応援してみないか」とある女性住民が応じたことを契機として賛成に転じる住民が増えていった。この2人が最初に協力的な意見を示したのは、豪雨災害の際にこの若者が災害ボランティアとして九重の復興に熱心に取り組んでいたことを知っていたからであった。
住民の賛意が得られて以降、施設の改修を行うと同時にメニューの試食会の開催や途絶えていた盆踊りを復活させるなどして住民との交流を進め、2013年（平成25年）11月9日にBookcafe kuju（ブックカフェ九重）を開店した。カフェの経営者は地域おこし協力隊として新宮市に来た女性で、元々の提案者は補佐役として経営に参与した。カフェ部分は元職員室で、他の廃校になった市内の小学校から机・椅子を搬入してカフェの設備にした。隣の元1・2年生の教室は事務所となった。また同日、旧九重小学校の敷地に京都市からの移住者がパン屋「パンむぎとし」を開業した。Bookcafe kujuは土日祝日、パンむぎとしは土日と、どちらも休日のみの営業である。Bookcafe kujuは地域住民の憩いの場として定着し、2014年（平成26年）5月には京都市の書店「ガケ書房」の協力を得て書籍の販売コーナーをカフェに併設した。併設の書籍コーナーでは、売れ筋の本や雑誌は新宮市街の書店で購入できるとの考えから、思想や生活、サブカルチャーに関する本を並べ、来客動向を見ながら料理本やアウトドアの本も追加した。
Bookcafe kujuとパンむぎとしは「KUJU MARKET」というイベントを開催するようになり、2019年（令和元年）には、多田正治アトリエが竹製のテントを設計・施工した。また、紀伊半島豪雨災害をきっかけとして、地区内にあった江戸時代の土砂災害慰霊碑が2019年（令和元年）9月に復元された。

### 沿革
- 1889年（明治22年）4月1日 - 町村制施行により、東牟婁郡九重村大字九重となる。
- 1956年（昭和31年）9月30日 - 昭和の大合併により、東牟婁郡熊野川町九重となる。
- 2005年（平成17年）10月1日 - 平成の大合併により、新宮市熊野川町九重となる。

### 人口の変遷
総数 [戸数または世帯数：  、人口：  ]
| 1873年（明治6年）  | 42戸 221人   |
| 1891年（明治24年） | 64戸 414人   |
| 1960年（昭和35年） | 58世帯 243人 |
| 1980年（昭和55年） | 39世帯 106人 |
| 2010年（平成22年） | 27世帯 46人  |
| 2015年（平成27年） | 20世帯 28人  |
| 2020年（令和2年）  | 20世帯 28人  |

### 地名の由来
九重村の一部であった百夜月の光月山紅梅寺の尼僧が仏法を広めるべく、対岸の村に寺宝の九重の重箱を贈ったことから、九重という地名になったという伝説がある。

## 九重茶
九重では茶栽培が盛んであり、九重茶と呼ばれている。九重の急傾斜地に茶畑が点在している。独特の栽培法としてチャノキの根元にススキを敷き詰めるという作業を行う。これにより雑草の繁茂を防ぎ、風味がよくなるとされる。
江戸時代中期には既に栽培の記録があり、最盛期は明治・大正期であった。1907年（明治40年）頃には400貫（≒1.5t）の生産量があり、静岡県へ出荷されたほか、出荷先の静岡で「静岡茶」ブランドを冠してアメリカ合衆国へ輸出されていたという。しかし昭和期には茶栽培は副業的になり、1980年代の栽培面積は35a、生産量は最盛期の10分の1に落ち込んだ。2010年（平成22年）には栽培農家は数軒になり、ほとんどが自家消費に回り、市場にはなかなか出回らなくなっている。こうした中、道の駅瀞峡街道 熊野川に隣接する「かあちゃんの店」が自ら茶畑を借用して九重茶を栽培し、収穫した九重茶を使った料理を2001年（平成13年）から同店で提供している。
九重には九重茶を使った郷土料理「茶粥」がある。茶粥は江戸時代の厳しい年貢の取り立てでご飯を十分に食べられなかった農民が、少量の米でも満足感を得られるように考案した料理であり、村人の楽しみにまで昇華させたものである。作り方はシンプルで、九重茶を煮だして生の米を入れて更に煮て、塩を入れるだけである。茶粥は漫画『美味しんぼ103巻』の「日本全県味巡り和歌山編」で取り上げられ、作中で山岡士郎は茶粥を生み出した和歌山の人の気概をもって「和歌山を知ると日本の真の姿を知る事が出来る」と語っている。

## 交通
国道169号
国道311号との重複区間。北山村や新宮市街へ至る地域の幹線道路である。線形改良が進み、2008年（平成20年）7月12日には四瀧トンネルが、2015年（平成27年）9月13日には奥瀞道路（II期）が開通した。新宮市街まで自動車で30分程度かかる。
路線バス
九重には2020年（令和2年）9月30日まで熊野御坊南海バス瀞八丁・玉置口線が乗り入れており、花井前・九重郵便局前・九重・百夜月の4つのバス停があった。上りは神丸行きが平日1日4便、下りは瀞八丁行きが平日1日2便、玉置口行きが平日1日1便、竹筒行きが平日1日2便運行されていた（休日は便数が減少する）。自家用車の利用が多く、利用実績は振るわなかった。
デマンドタクシー
路線バスに代わって、2020年（令和2年）10月1日から、熊野川町内全域を対象とする、1回100円で利用可能なデマンドタクシーが導入された。自宅または自宅周辺と市が設定した目的地の間の往復に利用できる。目的地は熊野川町内の施設のほか、田辺市の高津橋バス停と三重県熊野市の紀和庁舎が指定されている。

## 施設

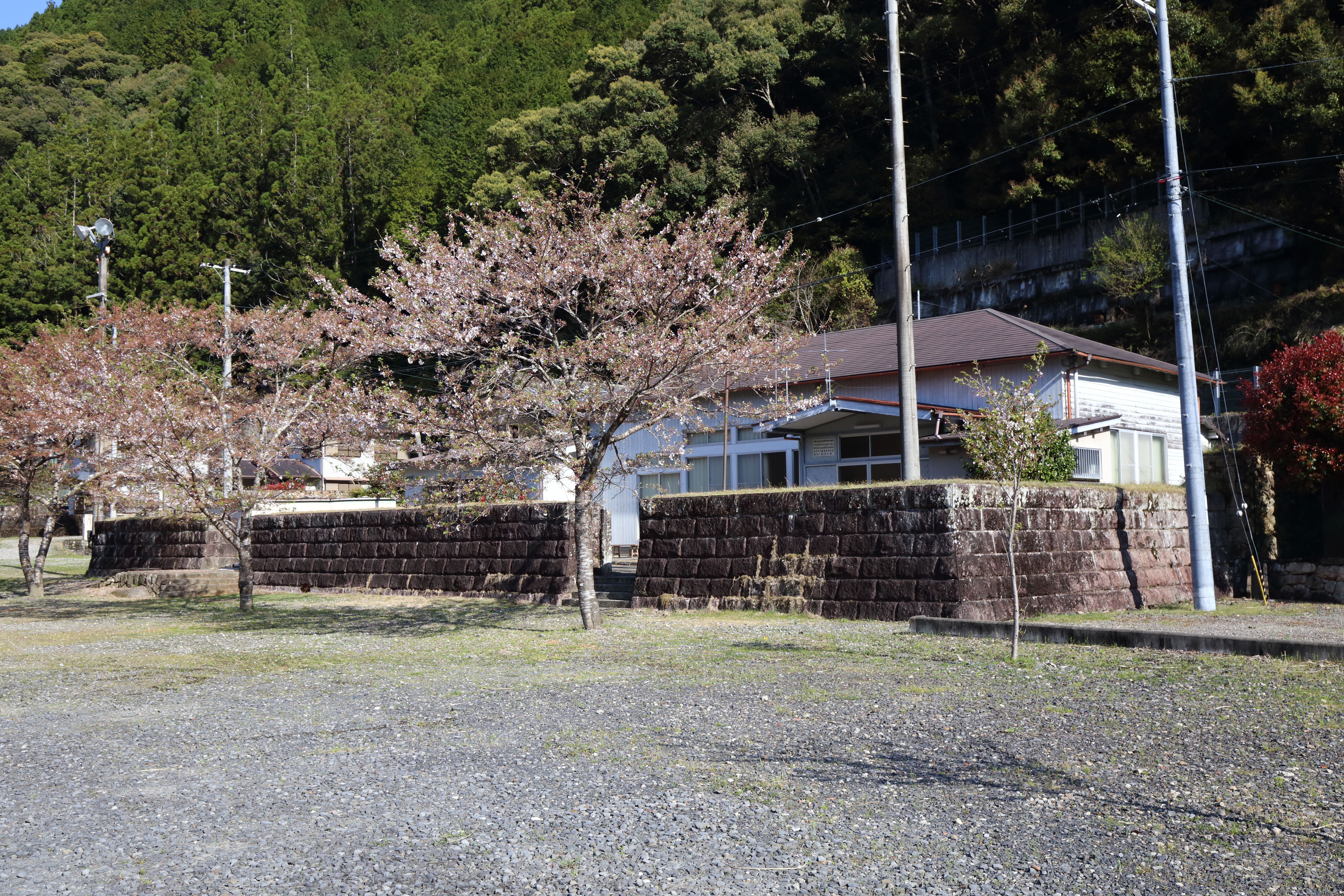
新宮市九重集会所
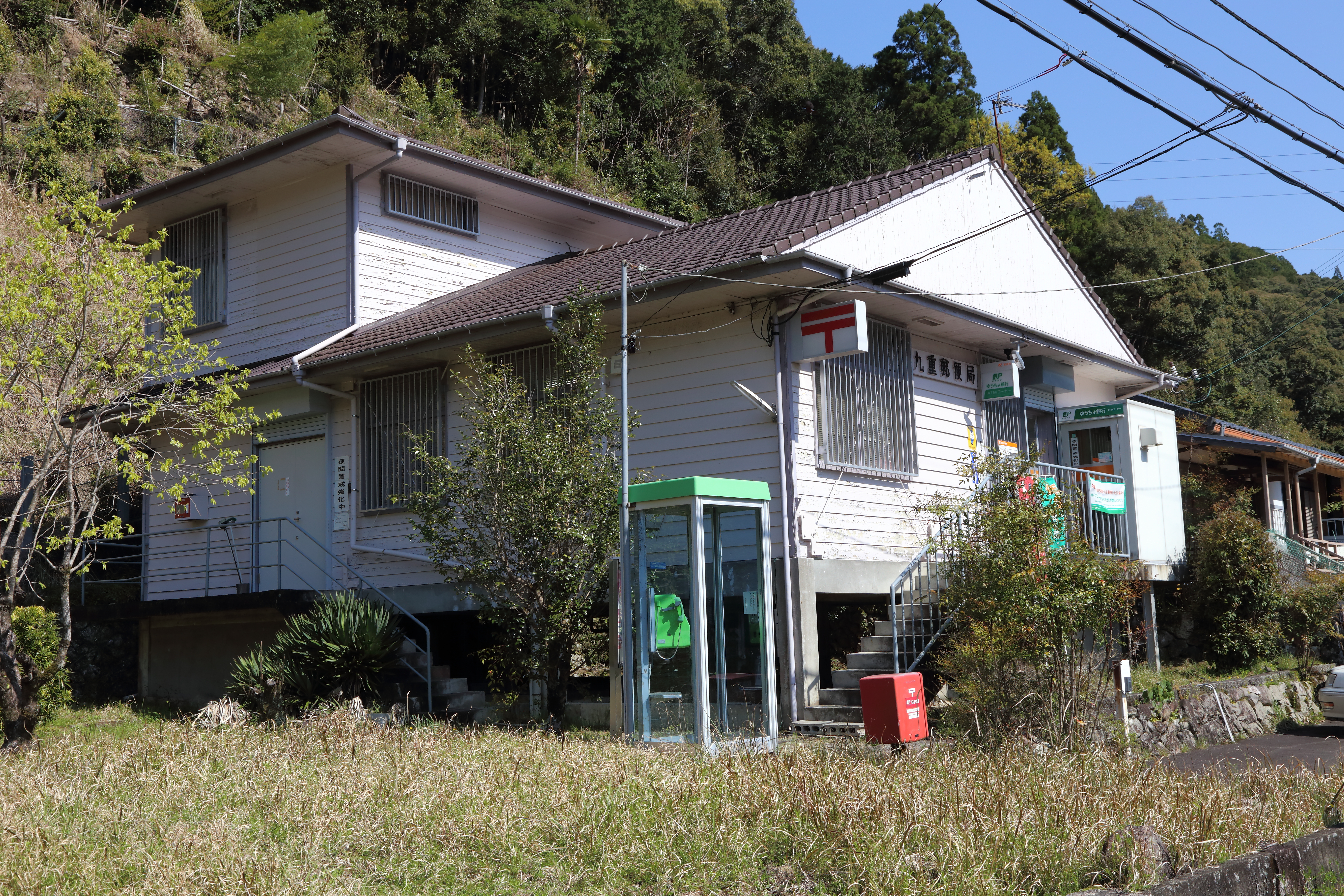
九重郵便局
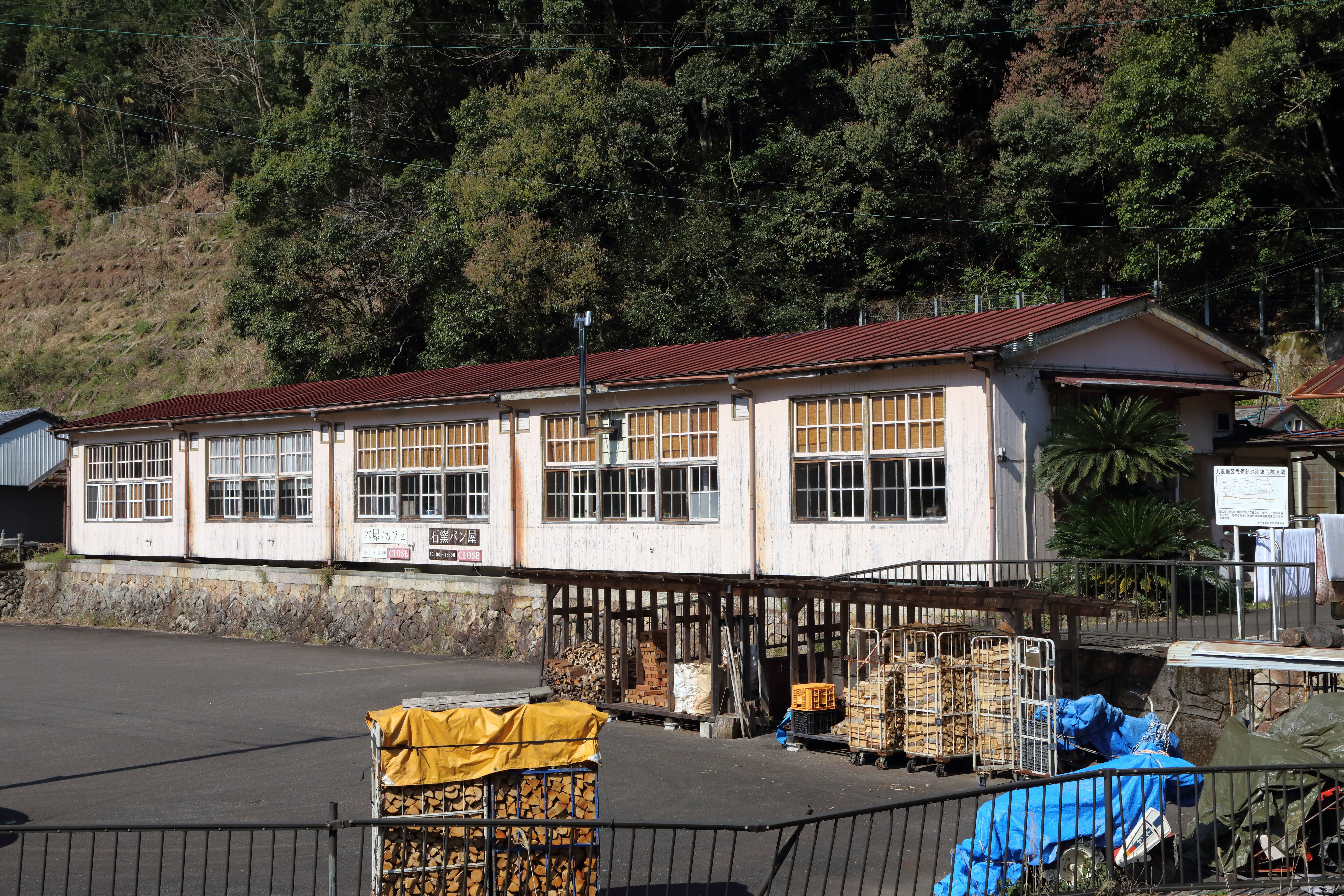
Cafeるんた

- 新宮市九重集会所
- 九重郵便局
- Cafeるんた（旧九重小学校）

### 神社仏閣
厳島神社（嚴島神社）
熊野川町九重の氏神で、市杵嶋姫命と素盞鳴命を祭神とする。本殿は春日造で、鞘殿・社務所神饌所・鳥居がある。創建年代は不明であるが、最古の棟札は享保17年（1732年）のものである。江戸時代の文献には「弁財天社」とある。弁財天は仏教の守護神であるが、神道の市杵嶋姫命と同一視され、習合された。明治の神仏分離により厳島神社となる。1907年（明治40年）に現今の社殿が竣工し、同時に浦地牛頭神社を合祀した。また1911年（明治44年）に花井の華森神社が上川神社に合祀されたことに伴い、華森神社の氏子であった九重在住の住民18戸が厳島神社の氏子になった。1936年（昭和11年）には百夜月牛頭神社を合祀している。
社殿の地下から水が湧出しており、北山川に注いでいる。境内には巨木が多く、うち23本が新宮市の天然記念物に指定されている。例祭は11月23日。
玉置山遥拝所
玉置神社（玉置山）を遥拝する場所で、甲森の山麓に石仏を置いて祀っていた。
秋葉神社
寺院の裏手にある、火の神を祀る神社。社殿の裏にあるバショウの木が目立つ。
臨済宗妙心寺派藤谷山延命寺

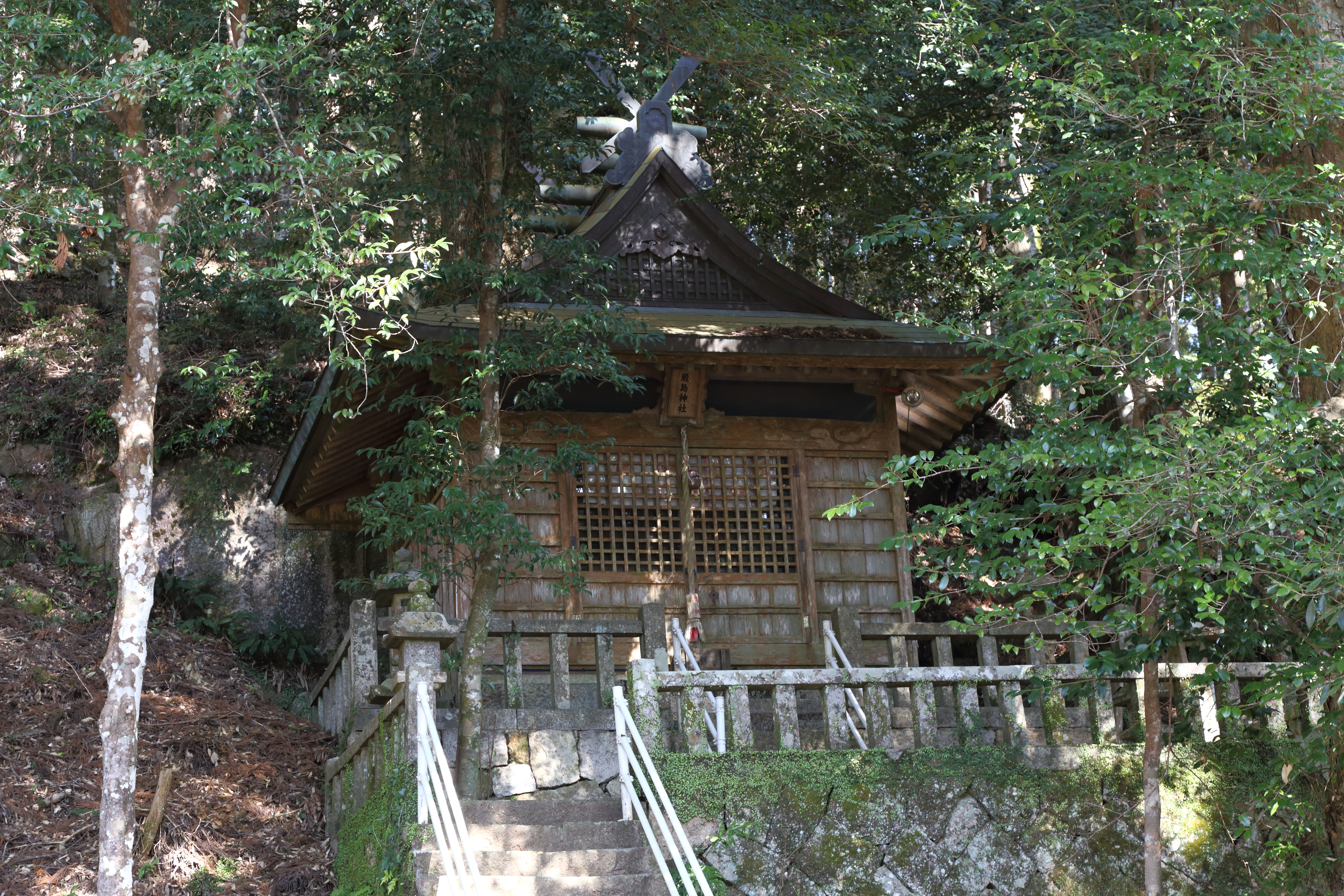
厳島神社（嚴島神社）
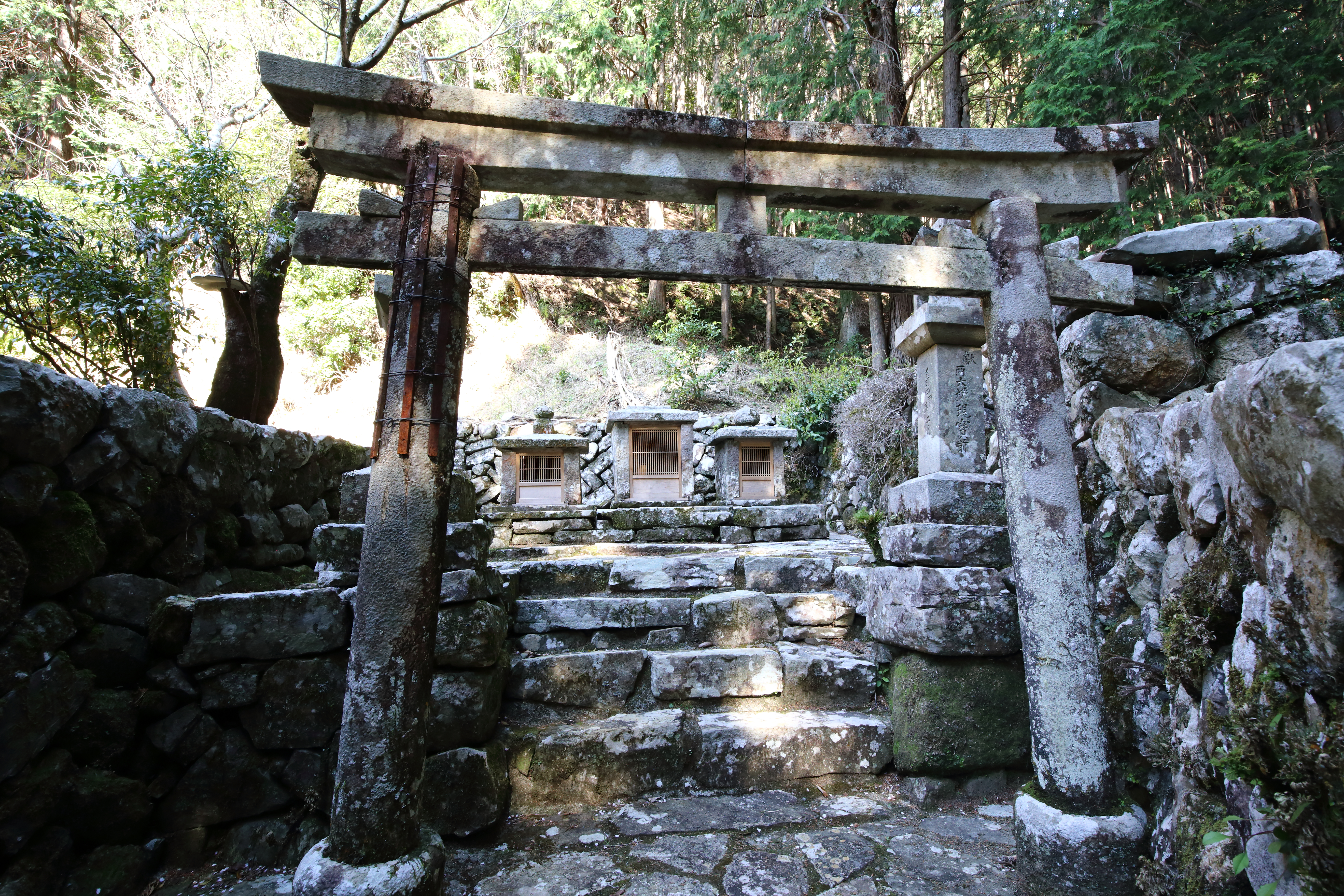
秋葉神社
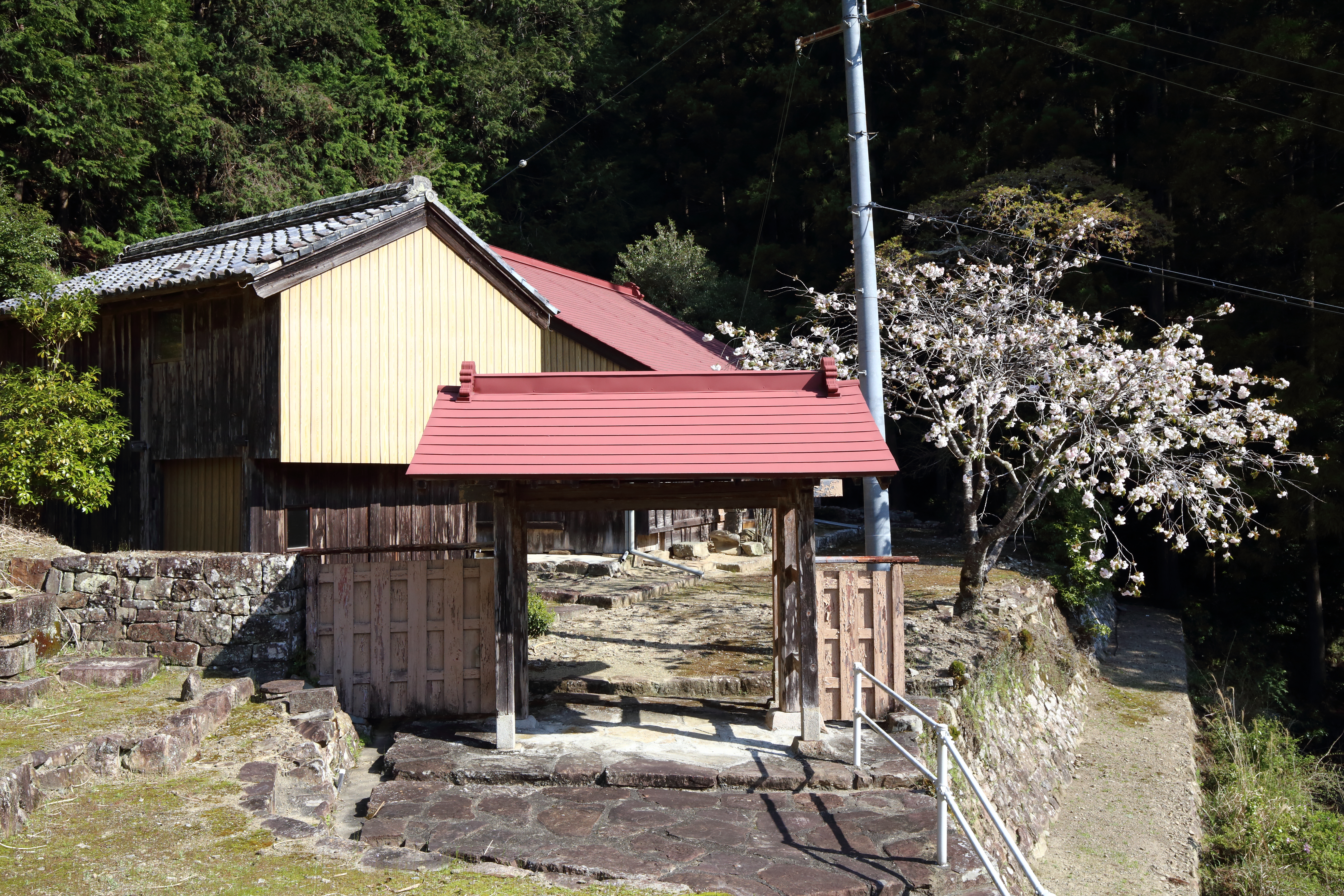
臨済宗妙心寺派藤谷山延命寺